# Свет в океане
«Свет в океане» (англ. The Light Between Oceans) — мелодрама режиссёра Дерека Сиенфрэнса совместного производства США, Великобритании, Австралии и Новой Зеландии. Сценарий фильма основан на одноимённом романе М. Л. Стедман. Главные роли исполнили Майкл Фассбендер и Алисия Викандер.
Премьера фильма состоялась на 73-м Венецианском кинофестивале. Фильм вышел в прокате США 2 сентября 2016 года.

## Сюжет
Декабрь 1918 года. Вернувшийся с Первой мировой войны и занявший должность смотрителя маяка у берегов Западной Австралии Том Шерборн встречает трепетную девушку по имени Изабель. Зародившаяся между ними любовь полностью преображает Изабель и возвращает опустошённому Тому веру в жизнь. Молодожёны поселяются на уединённом острове, где у Изабель случаются два выкидыша на разных сроках. Это погружает её в глубокую депрессию и сеет страх, что она никогда не станет матерью.
Но на следующий день после смерти второго ребёнка к берегу их острова пристаёт лодка с мёртвым мужчиной и новорождённой девочкой. Том хочет сообщить о произошедшем начальству, чтобы они с Изабель могли потом законно удочерить девочку, но Изабель, зная, что условия их жизни не позволят этого, уговаривает мужа тихо похоронить найденного мужчину, а младенца вырастить как родную дочь, поскольку друзья семьи ещё не знают о втором выкидыше. Тому эта идея очень не нравится, но он всё же соглашается. Они дают малышке имя Люси.
Девочка быстро становится любимицей всей семьи, но через некоторое время её происхождение даёт о себе знать: на кладбище Том замечает женщину по имени Ханна, которая оплакивает пустую могилу. Она принадлежит её мужу Фрэнку и маленькой дочери Грейс, которые пропали в море тогда же, когда Том и Изабель нашли Люси. Том начинает терзаться муками совести и пишет Ханне анонимное письмо о том, что Грейс жива и любима.
Проходит ещё четыре года. Том, Изабель и Люси продолжают уединённо жить, пока у них случайно не происходит прямая встреча с Ханной, из которой Изабель также узнаёт правду. Том снова предлагает отдать Люси настоящей матери, но Изабель непреклонна: она понимает, что для Люси именно она всегда будет мамой и отдать её будет предательством. Но Том, после общения с родной матерью их Люси, услышав от сестры о гибели близких, всё же посылает Ханне погремушку-сову, которую он нашёл рядом с телом Фрэнка, и это заставляет полицию начать расследование. Вскоре друг Шерборнов, узнав погремушку на фотографии, сдаёт их, и Том берёт всю вину на себя. Люси возвращают Ханне, но девочка отказывается с ней говорить и отзываться на родное имя.
Изабель впадает в депрессию: она зла на мужа за то, что он позволил отдать Люси, и безумно скучает по приёмной дочери. Тома тем временем приговаривают к заключению за убийство (Фрэнк был немцем), так как Изабель не смогла подтвердить его показания, что Фрэнк был найден мёртвым. Том просит Ханну, посетившую его в тюрьме, не обвинять Изабель и берет всю вину на себя. Люси убегает из дома Ханны, и та молится, чтобы девочку нашли живой, и обещает Богу сделать «так, как лучше для Люси». Люси находят ночью на берегу моря и узнают, что она искала маяк и родителей. Ханна идет к Изабель и предлагает вернуть ей Люси, если она даст показания против мужа. Изабель поражена подобным выбором, но ничего не отвечает. Вскоре она находит не прочитанное ею письмо от Тома, в котором тот благодарит её за чудесную совместную жизнь и объясняет, что грядущее заключение является для него способом искупить свою вину. Это заставляет Изабель одуматься, найти полицейских, увозящих Тома, и признаться, что именно она виновата в случившемся. Ханна, вспоминая давний разговор с мужем о прощении, решает отозвать обвинения против супругов Шерборнов, в тайне надеясь, что после этого Люси навсегда будет с ней. Том и Изабель отделываются денежным штрафом и двумя месяцами заключения. Люси остается жить с родной матерью и дедом и носит двойное имя Люси-Грейс.
Проходит 23 года. Повзрослевшая Люси находит овдовевшего Тома и приезжает к нему со своим новорождённым сыном Кристофером. Она благодарит Тома за то, что тот спас её, за то, что они с Изабель были к ней так добры. Том передает Люси полное слов любви письмо от Изабель, которая всегда надеялась, что Люси приедет в их дом. Люси-Грейс просит у Тома согласия бывать у него со своим маленьким сыном.

## В ролях
- Алисия Викандер — Изабель Грейсмарк Шерборн
- Майкл Фассбендер — Том Эдвард Шерборн
- Рэйчел Вайс — Ханна Роннфельдт
- Брайан Браун — Септимус Поттс
- Джек Томпсон — Ральф Эддикотт
- Карен Писториус — взрослая Люси-Грейс Разерфорд
  - Флоренс Клери — Люси-Грейс в детстве
  - Эллиот и Эванджелин Ньюбери — младенцы Люси/Грейс
- Эмили Барклай — Гвен Поттс
- Энтони Хэйес — Вернон Накки
- Леон Форд — Фрэнк Роннфельдт
- Бенедикт Харди — Гарри Гарстоун

## Производство
Съёмки фильма начались в сентябре 2014 года в Австралии и Новой Зеландии. В сентябре съёмки проходили в городе Данидин и на полуострове Отаго в Новой Зеландии. В ноябре съёмки переместились в Австралию и проходили в городе Стэнли.
Это последний фильм студии DreamWorks, дистрибьютором которого стала компания Walt Disney Studios под лейблом Touchstone.
Во время съёмок фильма у Алисии Викандер и Майкла Фассбендера завязался роман. Через год после премьеры фильма они поженились.

## Критика
Фильм получил смешанные оценки кинокритиков. На сайте Rotten Tomatoes фильм имеет рейтинг 62 % на основе 237 рецензий критиков со средней оценкой 6,2 из 10. На сайте Metacritic фильм получил оценку 60 из 100 на основе 44 рецензий, что соответствует статусу «смешанные или средние отзывы».